# Ultramort (kommunhuvudort)
Ultramort är en kommunhuvudort i Spanien.   Den ligger i provinsen Província de Girona och regionen Katalonien, i den östra delen av landet, 600 km öster om huvudstaden Madrid. Ultramort ligger 27 meter över havet och antalet invånare är 193.
Terrängen runt Ultramort är huvudsakligen platt, men österut är den kuperad. Runt Ultramort är det ganska tätbefolkat, med 139 invånare per kvadratkilometer. Närmaste större samhälle är Girona, 18,3 km väster om Ultramort. Trakten runt Ultramort består till största delen av jordbruksmark.